# Никола Андреев (одрински войвода)
Вижте пояснителната страница за други личности с името Никола Андреев.
Никола Андреев е български революционер, деец на Вътрешната македоно-одринска революционна организация.

## Биография
Никола Андреев е роден на 20 октомври 1878 година в сярското село Мъклен, тогава в Османската империя. Завършва българското педагогическо училище в Сяр и учителства в Одринска Тракия. Определен е за войвода в Смолянския район на Одрински революционен окръг. През 1906 година е заловен от турците, но успешно бяга в България.
През 1907 година Никола Андреев е четник в драмската чета на Михаил Даев, а след Младотурската революция се легализира и отново учителства. До началото на Балканската война отново води чета в Смолянско, а след това е зачислен към нестроева рота на 13 кукушка дружина от Македоно-одринското опълчение.
Участва в обединителния конгрес на Македонската федеративна организация и Съюза на македонските емигрантски организации от януари 1923 година като делегат от Станимашкото братство, в чието ръководство участва през 20-те години на XX век.